# 戦車第2師団 (日本軍)
戦車第2師団（せんしゃだいにしだん）は、大日本帝国陸軍の機甲師団の一つ。当初4個戦車連隊、1個機動歩兵連隊、1個機動砲兵連隊などの部隊で構成された。

## 沿革
- 1942年（昭和17年）6月 - 第2戦車団を基幹に満州勃利で編成され、機甲軍に属した。
- 1944年（昭和19年）2月 - 所属の戦車第11連隊は第5方面軍第91師団に編入され、北千島へ移動し、ソ連軍と戦った（占守島の戦い）。
- 1944年（昭和19年）7月 - 第14方面軍に編入されルソン島に移動、全滅した（フィリピンの戦い）。

## 師団概要

### 歴代師団長
- 岡田資 中将：1942年（昭和17年）9月20日 - 1943年12月27日[1]
- 岩仲義治 中将：1943年（昭和18年）12月27日 - 終戦[2]

### 参謀長
- 森巌 大佐：1942年（昭和17年）7月1日 - 1945年4月19日戦死[3]
- 新藤多喜男 大佐：1945年（昭和20年）4月20日 - 終戦[4]

### 機甲軍創設時の戦車第2師団所属部隊
- 戦車第3旅団
  - 戦車第6連隊
  - 戦車第7連隊
- 戦車第4旅団
  - 戦車第10連隊
  - 戦車第11連隊 → 第5方面軍第91師団に転属、北千島へ移動
- 機動歩兵第2連隊
- 機動砲兵第2連隊
- 戦車第2師団速射砲隊
- 戦車第2師団捜索隊 → 第27戦車連隊へ改編、第10方面軍第32軍第24師団に転属、沖縄へ
- 戦車第2師団防空隊 → 第6方面軍第20軍に転属
- 戦車第2師団工兵隊 → 1945年1月、リンガエン湾に上陸した米軍に対して在留邦人を保護するため師団主力と共に敵を食い止めた。その後3月にはサラクサク峠で戦い、5月山中で全滅した。茂林寺に戦没者を祭った碑が建てられている[5]。
- 戦車第2師団整備隊
- 戦車第2師団輜重隊

（昭和17年6月24日　軍令陸第42号）

### 最終所属部隊
- 戦車第3旅団
  - 戦車第6連隊
  - 戦車第7連隊
  - 戦車第10連隊
- 機動歩兵第2連隊
- 機動砲兵第2連隊
- 戦車第2師団速射砲隊
- 戦車第2師団工兵隊
- 戦車第2師団整備隊
- 戦車第2師団輜重隊
- 患者収容隊